# Paiwanfolket

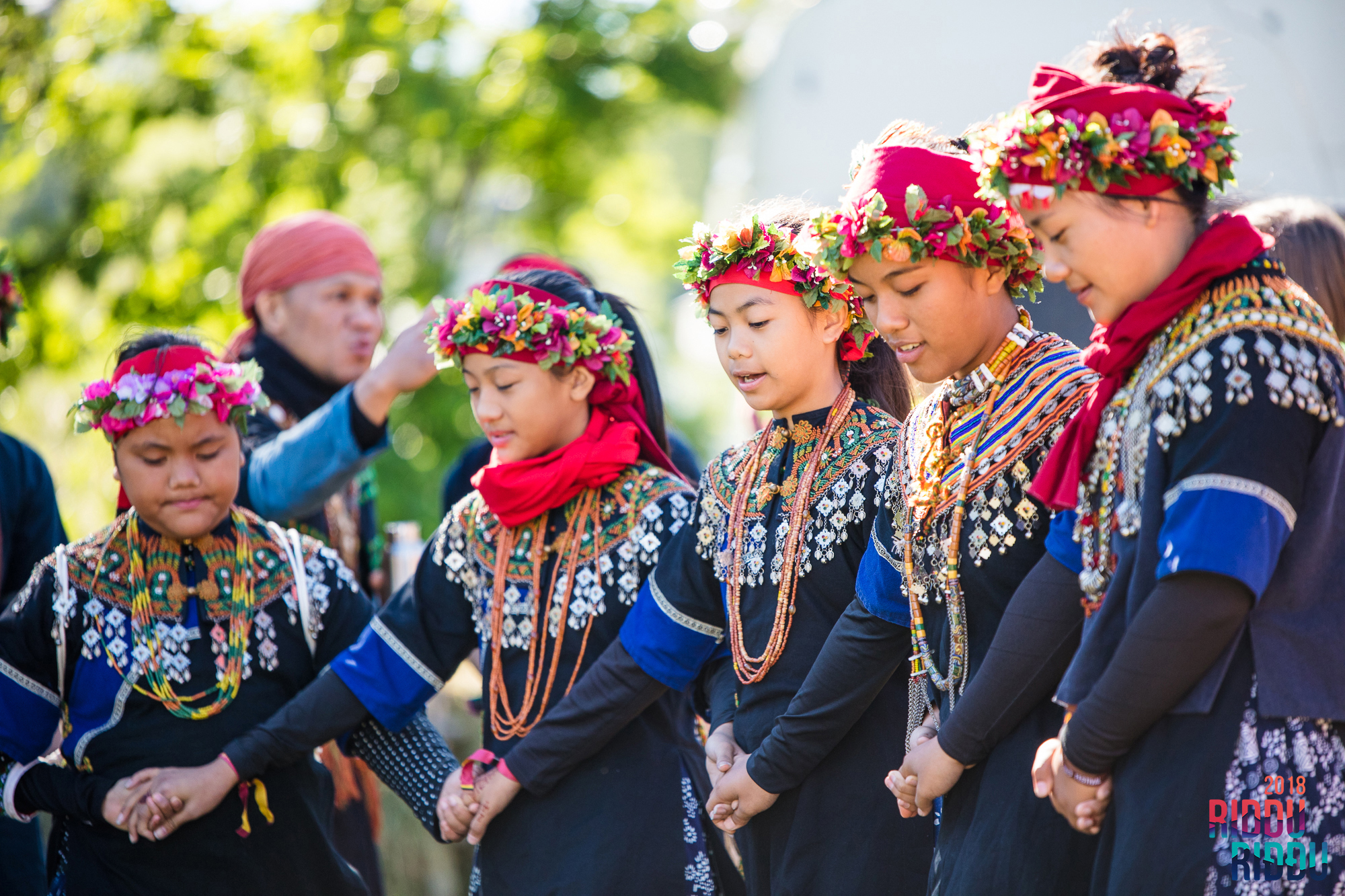

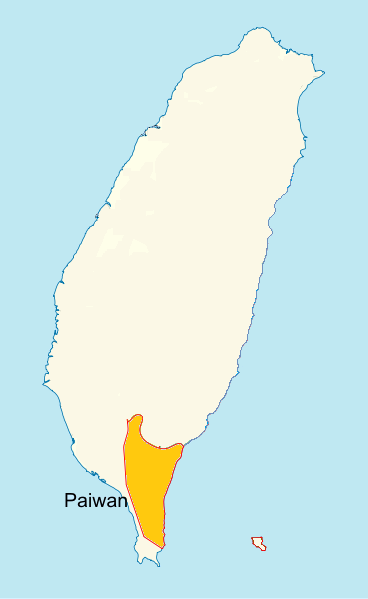
Stammens utbredning på Taiwan.

Paiwanfolket (hanzi: 排灣; pinyin: Páiwān) är en ursprungsbefolkning på Taiwan som år 2000 uppgick till 70 331 personer, vilket gjorde stammen till den tredje största på Taiwan. Paiwaneserna skiljer sig från många andra stammar på Taiwan då de tidigt hade ett utarbetat klassamhälle där invånarens klass markerades bland annat genom dekoration på dörrposter och kläder. Stammen brukar fortfarande sina gamla ceremonier, Maleveq med mål att tillkalla förfädernas andar i syfte att be dem välsigna de kommande åren och Masaru som är en ceremoni som firar risskörden.

## Historia
Likt atayalfolket så var paiwanfolket huvudjägare innan sedvänjan förbjöds.
En av de mest framträdande i paiwanfolkets historia är överhövdingen Toketok (卓其督; cirka 1817 - 1874) som enade 18 paiwanstammar under sitt styre. 1867 ingick han en överenskommelse med kinesiska och västerländska representanter om att de utländska skepp som lade ankar vid Paiwans kustlinje skulle lämnas ifred. I gengäld fick han amnesti för de paiwaneser som dödat besättningen på barken Rover i mars 1867.
Dock inträffade en ny incident 1871 när paiwaneserna anföll besättningen på ett japanskt fartyg. 54 av de 66 besättningsmännen blev halshuggna av paiwaneserna och de övriga tolv räddades av förbipasserande kineser. När Japan krävde ersättning av Qingimperiet så nekades de med motiveringen att de "vilda" urinvånarna på Taiwan låg utanför kinesernas jurisdiktion. Det ledde till att Japan skickade en militär expedition ledd av Saigō Tsugumichi till Taiwan i maj 1874. Japan vann en avgörande seger den 22 maj och stationerade därefter trupper på Taiwan. Dock drogs dessa trupper tillbaka i november efter att Kina gått med på att betala 500,000 kupingtaeler till Japan.
Kina försökte ta tillbaka kontrollen över paiwanfolkets område 1875 då de skickade dit en militär styrka på 300 man för att kuva paiwaneserna. De kinesiska trupperna hamnade dock i ett bakhåll och endast 50 man överlevde slaget. Dessa 50 kunde sedan retirera till Takow (Kaohsiung).
Mellan 1946 och 1949 under inbördeskriget tvångsrekryterades många paiwaneser till Kuomintangs styrkor. När kriget var över blev många av dessa tvångsrekryter kvar i Kina, där de bildade egna samhällen.

## Kultur

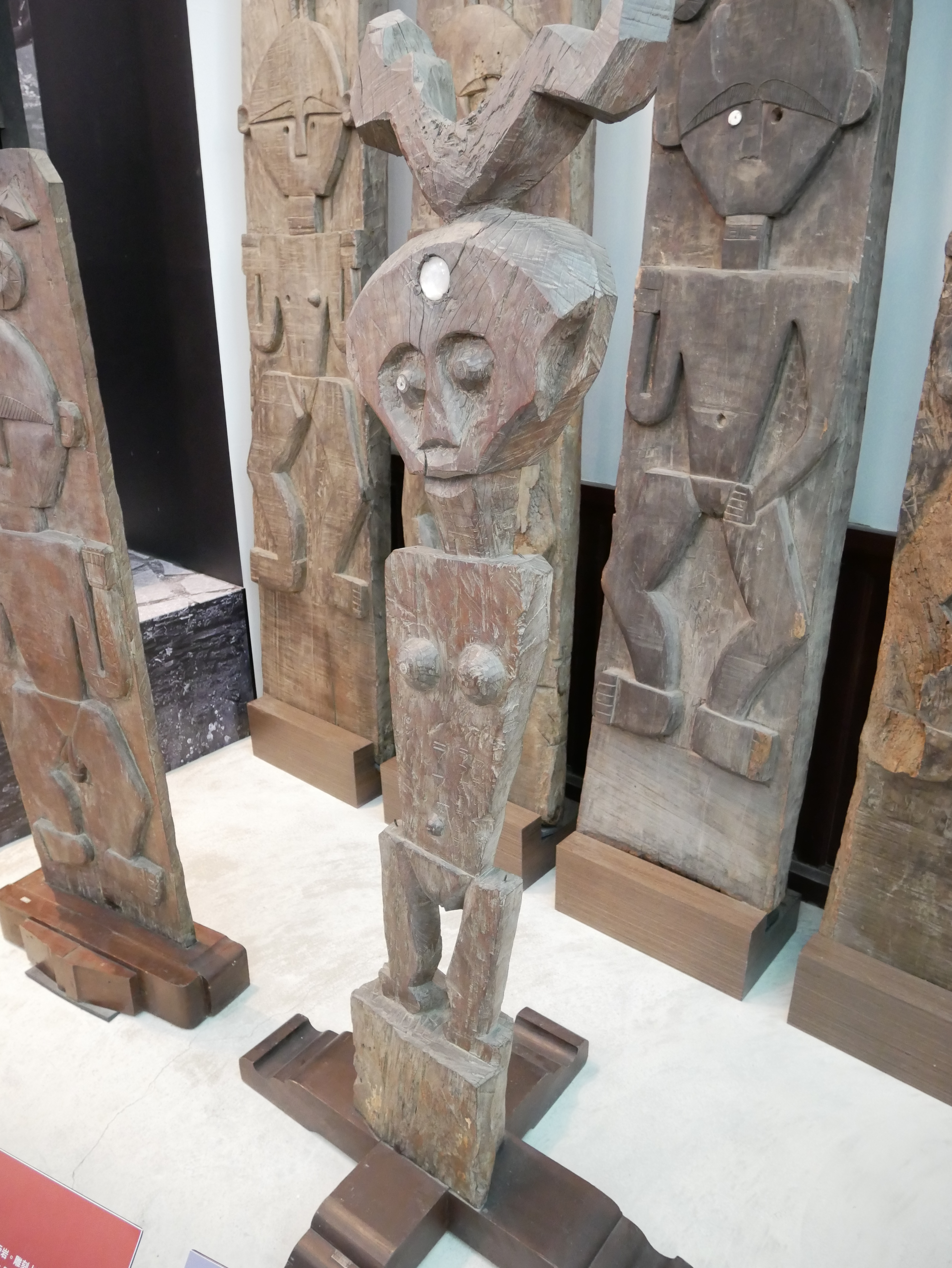

Paiwaneserna är kända för sina sniderier. Vanliga motiv är människohuvuden, vilka kan vara dels en spegling av att stammen varit huvudjägare och dels ett uttryck för vördnad av förfäderna. Tatuering var populärt bland paiwaneserna, men man tatuerade sig inte i ansiktet som atayalfolket utan tatueringarna förekom mestadels på handryggen och på brösten, ryggarna och armarna. Tatueringarna visade social status och färdigheter i hantverk. Giftermål får endast ske inom stammen.
Polyteism har länge präglat vardagen för stammen, men sedan 1600-talet har även kristendomen varit en religion för många stammedlemmar. En tragedi inträffade 1661 när Taiwan ockuperades av Kina och samtliga kristna paiwaneser avrättades. De kristna missionärerna drevs iväg, men återkom senare till ön. Den presbyterianska kyrkan på ön hävdar sig ha närmare 15,000 paiwanesiska medlemmar.
Häxkonst har länge varit en viktig del av paiwanesernas kultur. Det ansågs och anses fortfarande av många att häxkunnigheten går i arv. Trots det har det öppnats en skola för häxkonster på södra Taiwan. Detta för att råda bot på att antalet häxor drastiskt sjunkit.